# Tasata punctata
Tasata punctata är en spindelart som först beskrevs av Eugen von Keyserling 1891.  Tasata punctata ingår i släktet Tasata och familjen spökspindlar. Inga underarter finns listade i Catalogue of Life.